# Rhinolophus keyensis
Rhinolophus keyensis es una especie de murciélago de la familia Rhinolophidae.

## Subespecies
Se reconocen las siguientes:
- R.k.keyensis: Kai Kecil, Bacan, Ceram, archipiélago Gorong;
- R.k.amiri (Kitchener, 1995): Savu, Roti, Semau;
- R.k.simplex (Andersen, 1905): Bali, Nusa Penida, Lombok, Sumbawa, Moyo, Sangeang, Rinca, Flores, Alor, Lembata, Komodo, Sumba.

## Distribución geográfica
Es endémica de Indonesia.